# فخر أباد (بياض)
فخر أباد (بالفارسية: فخرآباد) هي قرية تقع في إيران في قسم بیاض الريفي.